# Ján Gajdoš (1932)
Ján Gajdoš (* 11. dubna 1932) je bývalý slovenský fotbalový útočník. Po skončení aktivní kariéry působil jako trenér.

## Fotbalová kariéra
V československé lize hrál za Dynamo ČSD Košice, Tatran Prešov, Tankistu Praha a Spartak VSS/Jednotu Košice. Dal 36 ligových gólů.

## Ligová bilance
| Ročník                                     | Zápasy | Góly | Klub               |
| ------------------------------------------ | ------ | ---- | ------------------ |
| Celostátní československé mistrovství 1949 | -      | 3    | Dynamo ČSD Košice  |
| Mistrovství československé republiky 1951  | -      | 7    | Dynamo ČSD Košice  |
| Mistrovství československé republiky 1952  | -      | 12   | Dynamo ČSD Košice  |
| Přebor československé republiky 1953       | 12     | 4    | Tatran Prešov      |
| Přebor československé republiky 1954       | 21     | 7    | Tankista Praha     |
| 1. československá fotbalová liga 1956      | 19     | 3    | Spartak Košice VSS |
| 1. československá fotbalová liga 1958/59   | 24     | 0    | Jednota Košice     |
| CELKEM                                     | -      | 36   |                    |